# Clematis macropetala
Clematis macropetala là một loài thực vật có hoa trong họ Mao lương. Loài này được Ledeb. mô tả khoa học đầu tiên năm 1829.

## Hình ảnh

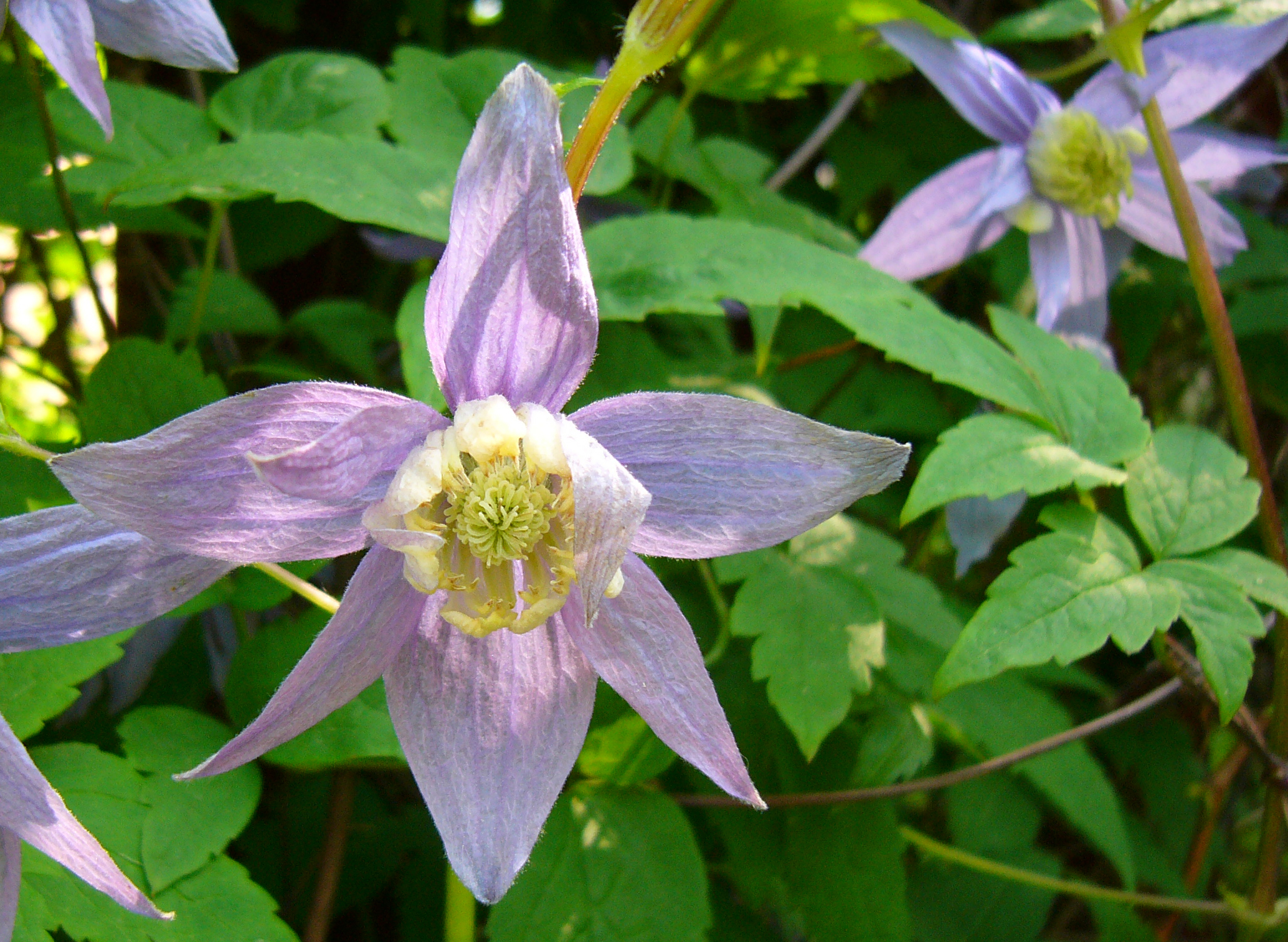